# Hemidactylus albivertebralis
Espèce
Statut de conservation UICN

 DD  : Données insuffisantes
Hemidactylus albivertebralis est une espèce de geckos d'Afrique subsaharienne appartenant à la famille des Gekkonidae.

## Répartition
Cette espèce se rencontre en Guinée, au Ghana et au Bénin.

## Publication originale
- Trape, Trape & Chirio, 2012 : Lézards, crocodiles et tortues d'Afrique occidentale et du Sahara. IRD Éditions, Marseille, p. 1-503.